# Mericzleri
Mericzleri (bułg. Меричлери) − miasto w południowej Bułgarii. Znajdująca się w obwodzie Chaskowo, w gmina Dimitrowgrad. Miasto to nie ma swojej gminy.
Etymologia nazwy miejscowości Mericzleri wywodzi się od tureckiego Mericz - Marica. W XIX w ówczesnej wiosce mieszkali Turcy i Bułgarzy, ale z czasem ludność turecka przeniosła się w inne miejsca, a Bułgarzy zostali w tej miejscowości.
W grudniu 2010 roku w Mericzleri odbyły się protesty do władz Dimitrowgradu dotyczące wysokiego stanu zanieczyszczenie wody rzeki Marica i jej dopływów. Powodem złego stanu rzeki są zakłady przemysłowe w Dimitrowgradzie, przez co w wodzie znajdowała się wysoka zawartość manganu.
Do zabytków miasta należą:
- monaster "Święty Anatazy",
- muzeum etnograficzne - prezentuje zwyczaje i rzemiosła w okresie renesansu,
- pozostałości rzymskiej nekropolii w pobliżu miasta.

W sąsiedztwie miasta znajdują się źródła mineralne. Woda z tego źródła jest trzecim na świecie i druga w Europie zasobną w minerały i pierwiastki chemiczne. Jest tutaj uzdrowisko "Solenci" z wodą leczniczą, do 45 °C, jest słona.